# Pallavolo Falchi Ugento
La Pallavolo Falchi Ugento è una società pallavolistica maschile di Ugento, in provincia di Lecce. Attualmente è il sodalizio pallavolistico pugliese ad aver raggiunto il miglior risultato di sempre nelle competizioni ufficiali (gara 3 dei quarti di finale - play-off scudetto a.s. 1985/86).

## Storia della società

### Le origini. Dal C.S.I. al G.S. Falchi (1966-1976)
La pallavolo a Ugento s'inizia a praticare a metà degli anni '60 nell'ambito delle attività giovanili del C.S.I. (Centro Sportivo Italiano) all'interno dell'Oratorio San Giovanni Bosco, una struttura polivalente concepita da S.E. Mons. Ruotolo per la formazione culturale e sportiva dei giovani. Il campetto con i mattoni in cemento dell'oratorio diviene il luogo di ritrovo per tanti ragazzi.
Il quarto posto conquistato alle finali nazionali dei Giochi della Gioventù di Roma nel giugno del 1973 dalla squadra dei seminaristi, allenati da Don Antonio Bello, incoraggia il proposito di allestire una squadra per partecipare ai campionati federali.
È il 30 novembre 1973. Con l'invio della raccomandata contenente la richiesta di affiliazione alla Federazione Italiana Pallavolo di Roma ha inizio la storia dei Falchi Ugento.
Nasce il Gruppo Sportivo Falchi avente la propria sede in Piazza Moro (all'interno dello stesso oratorio) e si parte dal campionato provinciale di 2ª divisione.
Da squadra nata per combattere la noia – come titolerà qualche anno più tardi un quotidiano – a squadra dei records.
È il 16 marzo 1974. alle ore 15.00 si disputa la prima gara ufficiale: G.S. FALCHI UGENTO vs SHOWY BOYS GALATINA (3/0). Sui mattoni in cemento scende in campo il seguente sestetto: De Giorgi (N.8), Pacella (N. 10); Armida (N. 5); Bottazzo (N. 11); Riso (N. 3); Carluccio (N. 1).
Nel marzo 1976 arriva il primo sponsor, ma non si tratta di un'azienda commerciale, bensì dell'Associazione Donatori Volontari del Sangue di Ugento e per la somma di Lire 392.000 viene assunta la nuova denominazione: Adovos Falchi Ugento.
Attesa la finalità solidaristica, tale abbinamento rimarrà sino al 1987 e anche in assenza dell'apporto economico da parte dell'Adovos, dirigenti e atleti vollero continuare a pubblicizzare l'Associazione, dimostrando un encomiabile senso civico.

### Le 4 promozioni consecutive (1978-1981)
Dopo i primi campionati che servono a fare esperienza ai giovani pallavolisti, nella stagione 1977-1978 arriva la promozione in 1ª divisione. Nella finale disputata a Foggia il 18 giugno 1978 i Falchi battono il Turi per 3/0. L'anno successivo (1978/1979), il 27 maggio '79, a Manfredonia arriva la promozione in serie C: Mobilcasa Falchi Ugento – Enel Bari 3-2.
In paese crescono le attenzioni di sportivi e cittadini per il volley ma manca un palazzetto dello sport. Si decide così di adattare a campo di gioco un capannone della Cantina Cooperativa “Ozan” che sorge in Via Mare in località Bianco.
Nella stagione successiva (1979-1980) con Sirio Nicolazzo nella veste di allenatore-giocatore arriva la promozione in Serie B superando i rivali di sempre: gli Showy Boys Galatina.
Nel primo anno di serie B (1980-1981), si inizia a pensare in grande. Il Presidente Eugenio Ozza ingaggia il primo straniero. Dal Salerno arriva il nazionale polacco campione del mondo Zbigniew Zarzycki. Dal Cus Pisa Andrea De Marinis e Alberto Barsotti. La Federazione polacca a sorpresa revoca il nulla-osta a tutti i propri atleti che giocano all'estero e Zarzycki (Zuzù come simpaticamente lo chiamano subito gli ugentini) si deve sedere in panchina a fare l'allenatore. È promozione in serie A2 con la vittoria 3/0 contro il Sabaudia. 
È anche la stagione del tragico terremoto dell'Irpinia che porta al rinvio della gara Avellino-Ugento.

### La Serie A (1981-1986) ed il primato

La rosa dei Falchi Ugento a metà degli anni 80

Per la serie A2 arrivano rinforzi prestigiosi: il nazionale Antonio Scilipoti (un fortissimo atleta d'origini siciliane), il barese Michele Carelli, il napoletano Salvatore Vivenzio ed il giovanissimo (ha solo 19 anni, attualmente stimato professore di Educazione Fisica) Ferdinando De Giorgi (da Squinzano). Non si vince il campionato, ma arriva la qualificazione alle semifinali di Coppa Italia (eliminati dalla mitica Panini Modena) e si partecipa ai play off promozione, essendo giunti in classifica finale al 2º posto dopo il Vianello Pescara. Mancata la 5^ promozione di fila, nella s.s. (1982-1983) sotto la presidenza dell'avvocato Antonio Lupo, viene costituita una società a responsabilità limitata e i Falchi si dotano di un nuovo assetto societario. Vengono ingaggiati: il ligure Paolo Giribaldi (dalla Panini Modena), Nicola Palumbo, molfettese già nella nazionale juniores e Richard Amon, californiano, originario del Portorico. Vincendo contro squadre del calibro di Catania e Falconara, tra il tripudio della tifoseria e le scene di giubilo in una "cantina OZAN" piena ogni sabato sera fino all'inverosimile, i Falchi raggiungono la promozione in serie A1! È la prima volta per un club pugliese. Tale piazzamento consente altresì l'accesso ai play off scudetto, eliminati poi dall'Edilcuoghi Sassuolo. La Gazzetta dello Sport e la Rai documentano per la prima volta il miracolo sportivo di Ugento.
Nella stagione 1983-1984, vengono ingaggiati due atleti polacchi (Molenda e Ciaszkewiez), viene confermato il tecnico Zarzycki, giungono Ninci dal Cus Siena e Berselli dalla Panini Modena. Vengono ceduti Amon, Melissano, Nicolazzo e Scilipoti.
I Falchi debuttano in serie A1 il 15 ottobre 1983 contro il forte Casio Milano (che vince 3-0) in una Cantina Ozan dove centinaia di spettatori sono costretti a restare fuori in quanto senza biglietto. Non resta che tornare a casa e sintonizzarsi sulle frequenze di Radio Studio 99, storica radio ugentina che trasmette dalla Torre dell'Orologio in Piazza San Vincenzo. Nel corso del campionato viene esonerato il tecnico e la guida della panchina passa a Nicolazzo. Si retrocede in A2. In quella stagione non mancano i risultati positivi da parte del settore giovanile, le cui squadre approdano alle finali nazionali di categoria. Nella stagione 1984-1985 si abbandona il campo della cantina Ozan e, in attesa dell'ultimazione dei lavori del palazzetto di Torre San Giovanni, si disputano le gare ad Acquarica del Capo. Vanno via De Marinis, Ninci, Vivenzio e Ciaszkewiez, rientra Scilipoti e arriva il campione argentino Hugo Conte assieme al tecnico, anch'egli argentino, Prof. Enrique Edelstein.
È un'autentica marcia trionfale, un percorso netto verso la serie A1 con tutte le 22 gare vinte (66 set vinti, 13 persi). La squadra partecipa ai play off scudetto e viene eliminata dai Lupi Santa Croce, in Coppa Italia si arriva alla semifinale vs la Panini Modena. La ciliegina sulla torta è rappresentata dalla prima convocazione in Nazionale A di un proprio atleta: Nicola Palumbo si reca in Liguria per un collegiale agli ordini di Silvano Prandi.
Nella s.s. 1985-1986 i migliori risultati di sempre: 6º posto in regular season, final four Coppa Italia (Panini Modena, Tartarini Bologna e Santal Parma) e gara 3 nei quarti di finale play off scudetto contro la Panini Modena.
La vittoria che ad oggi rappresenta il record per una squadra pugliese viene disputata il 26 aprile 1986 presso il Pallone Tensostatico di Torre San Giovanni. Ugento vs Panini Modena 3/1 (15-4; 15-10; 14-16; 15-1). La Panini Modena allenata da Julio Velasco si schiera con: Lucchetta, Cantagalli, Bernardi, Dall'Olio, Quiroga, Bertoli, Martinez; Ghiretti; Di Bernardo; Sacchetti; Il Victor Village Ugento con: Ferdinando De Giorgi; Palumbo; Conte; Giribaldi; Berselli; Todorov; Michele De Giorgi; Manni; Nicolazzo; Romanelli.

### La crisi economica e la rinuncia alla A1
Gli onerosi costi sin allora sostenuti e la mancanza di sponsor adeguati portano alla sofferta ma inevitabile rinuncia alla A1. Ogni tentativo risulta essere vano. Il titolo sportivo è nelle mani del Sindaco di Ugento, il Prof. Antonio Congedi. La Federazione rilascia un'apposita deroga e così, in quella stagione così amara (1986/1987), il Sindaco è anche Presidente della società.
Si riparte dalla C1 con un gruppo di giovani allenati da Camillo Placì.

### Dalla C alla B1: andata e ritorno
L'anno successivo (1987-1988) la guida tecnica viene affidata a Fernando De Siena, ma giunge la retrocessione in C2 con 0 punti in classifica. Sono anni in cui si deve ricostruire lavorando sodo con il settore giovanile.
A regalare soddisfazioni ci pensa la squadra under 16 che diviene campione regionale con il record di vittorie (3-0) ed un 8º posto nella classifica nazionale. Tra questi ragazzi si mettono in evidenza molti campioni in erba, tra i quali Mirko Corsano che passa nel 1990 alla Maxicono Parma ed Aldo Carafa.
Nella s.s. 1988/1989 è promozione in C/1 e l'anno successivo 1989/1990 è promozione in B/2.
Il settore giovanile in questi anni “produce” tantissimi atleti promettenti. Con alla guida il compianto Fernando Panico, in cabina di regia Maurizio De Giorgi ed i galatinesi Preste, Patera e Scrimieri nella stagione 1993/1994 si brinda al ritorno nella terza serie nazionale: è promozione in B1! La squadra torna vittoriosa da Palermo e ad attenderla per i festeggiamenti in Piazza Porta San Nicola c'è l'intero paese. Dopo alcune stagioni si retrocede in B/2, ma il sapiente lavoro fatto dai dirigenti con il settore giovanile, da sempre vero fiore all'occhiello del club, consente di resistere dignitosamente. Purtroppo arriva la retrocessione in Serie C e si deve attendere la stagione 2004/2005 e l'inaugurazione del tanto atteso Palazzetto dello Sport per la promozione in Serie B/2.

### Dal 2005 al 2010
Nella stagione 2005/2006, si crea un nuovo consiglio direttivo con a capo il compianto imprenditore tavianese Roberto Fasano e l'avv. Francesco Zompì, affiancati dal vecchio gruppo dirigente. Arriva la promozione in serie B/1 che premia una vita in giallorosso del tecnico Maurizio De Giorgi. Nella stagione 2006/2007 si disputa un brillante campionato di B1, raggiungendo la salvezza.
La stagione successiva (2007-2008) segna la retrocessione della squadra in B2.
Nella stagione agonistica 2008/09, sempre sotto la presidenza dell'avv. Francesco Zompì (e direttore generale l'avv. Giuseppe Del Sole, attuale presidente dell'Oratoriana Ugento), ha costantemente occupato le zone alte della classifica della serie B2, occupandone sovente la vetta. È stata eliminata, ai play off promozione, per mano del S. Felice da Nicosia.
Nella stagione 2009/10 dopo aver occupato stabilmente le prime tre posizioni della serie B2, girone H, ha visto sfumare la possibilità dei play-off promozione, arrivando al quarto posto dopo un finale di campionato un po' sottotono.

### Dal 2011 al 2013
L'estate 2010 che segue un cocente finale di stagione dà il via ad una serie di ribaltoni tecnico-societari a partire dal cambio di dirigenza, dopo 5 anni l'avv. Zompì lascia la presidenza, seguito dal vice presidente Dimo, a loro subentrano l'ing. Maurizio Giacomo Maruccia, imprenditore ugentino, con il ruolo di presidente, e, sulla poltrona di vice presidente, la figlia del compianto Avv. Lupo, simbolo della promozione in A1 dei Falchi Ugento, l'avv.ssa Maria Rosaria Lupo, con l'avv. Martino Carluccio nel ruolo di Direttore Sportivo, il resto della società rimane pressoché invariato.  Segue al cambiamento societario anche quello alla guida tecnica, affidata all'ex tecnico del C.A.B.V. Bari Volley: Tonino Cavalera. Per quanto riguarda la squadra vengono riconfermati i centrali Marco Serra e Paolo Miraglia, il laterale Pasquale Parisi, e il libero Simone Spennato. I nuovi acquisti sono Graziano Polignino, ex palleggiatore del Martina Franca, l'opposto, ed ex leader della squadra vincitrice del torneo di B2 2009/10, ovvero Matera: Jonathan Toma, e il laterale Vincenzo Scalcione, arrivato dal Potenza (B1). Il 6+1 base 2010/11 si presenta quindi così: Polignino (P), Toma (O), Serra (C), Miraglia (C), Parisi (S), Scalcione (S), Spennato (L). Cavalera allenatore. Nella stagione 2011/2012 i Falchi Ugento disputeranno il campionato nazionale di pallavolo, serie B1/M.

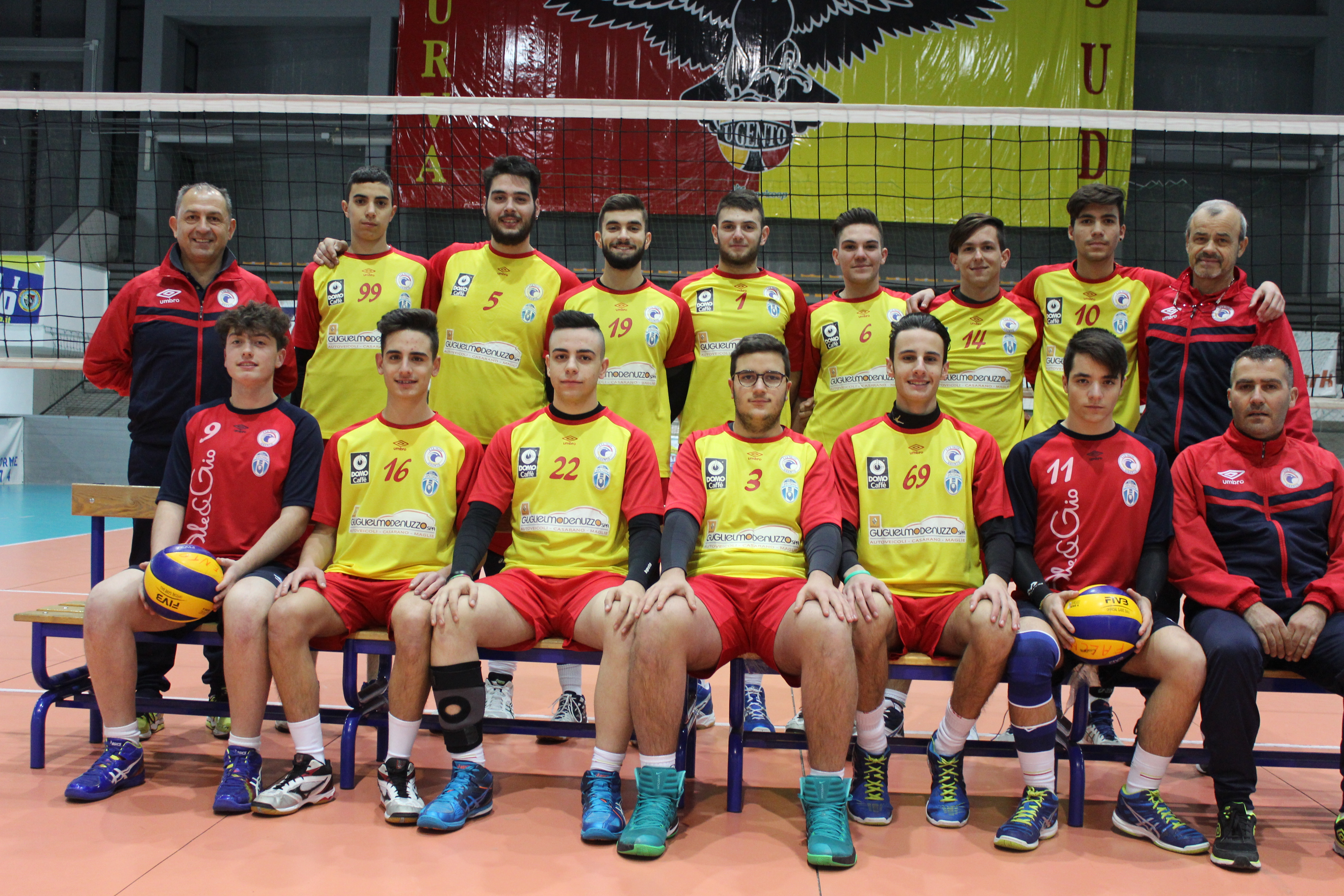
Foto Ufficiale della squadra 1ª Divisione Maschile anno 2016/2017

### Dal 2014 ad oggi
Nella stagione 2014/2015 i Falchi Ugento hanno disputato il campionato di prima divisione maschile-girone unico.

## Presidenti e allenatori

### Presidenti
Dal 1973 ad oggi: Antonio Spennato, Giuseppe Jannella, Ascanio Colaci, Eugenio Ozza, Antonio Lupo, Franco Lucrezio, Antonio Rovito, Antonio Ricchello, Eugenio Ozza, Alfredo Stea, Franchino Ozza, Francesco Zompì, Giacomo Maurizio Maruccia.

### Allenatori
Dal 1973 ad oggi: Ascanio Colaci, Sirio Nicolazzo, Zbgniev Zarzycki; Enrique Edelstein, Camillo Placì, Fernando De Siena, Roberto Vadacca, Sirio Nicolazzo, Fernando Panico, Giuseppe Marino, Brizio Mattei, Maurizio De Giorgi, Sirio Nicolazzo, Fabrizio Licchelli, Tonino Cavalera.

## Gemellaggi Tifoserie
- Aurispa Alessano
- ASD Virtus Taviano

## Derby
Le partite particolarmente sentite dalla tifoseria ugentina sono:
- Filanto Casarano; detto il Derby del Sud Salento
- Aurispa Alessano; detto il Derby di Don Tonino Bello per Alessano aver dato i natali al Servo di Dio Tonino Bello e i Falchi di Ugento essere nati grazie allo spirito sportivo del defunto prelato.
- Città di Squinzano; la partita particolarmente accesa per quanto riguarda i trascorsi delle due squadre in serie A2.
- SBV Pallavolo Galatina; a partire dalla prima partita in assoluto disputata dalla G.S. Falchi Ugento ad arrivare ad oggi il cammino della squadra è sempre stato contraddistinto dalla sfida con i "cugini" verdeblu.

## La tifoseria

### Il Club Volley Mirko Corsano
Il 25 aprile 2008 alla presenza della Cittadinanza Ugentina delle Autorità e del campione Ugentino Mirko Corsano viene inaugurato ad Ugento il Club Volley Ugento M. Corsano che sancisce il ritorno in città della tifoseria organizzata che mancava da anni e che a sprazzi si era fatta vedere grazie al gruppo ultrà gli "Irriducibili".
Ultimamente i soci del Club hanno avviato una campagna di raccolta firme per l'intitolazione del Palasport cittadino al compianto pallavolista ugentino Tiziano Manni venuto a mancare in giovane età.
Il club per il nuovo anno associativo dispone di una nuova sede presso il bar caffetteria "Piazza Italia" nell'omonima piazza.
Il Palazzetto dello Sport cittadino grazie allo sforzo dei soci del Club è stato intitolato alla figura di Tiziano Manni il 05/12/2010 in occasione dell'inaugurazione del nuovo terreno di gioco completamente in "taraflex".
Il palazzetto prende quindi la seguente intitolazione: PalaOzan "Tiziano Manni".

### Commando Ultras Terrone Salentino
Successivamente alla nascita del Club Volley Ugento la tifoseria ad esso appartenente si organizza per seguire le partite casalinghe ed in trasferta dei Falchi Ugento collacondosi all'interno del Palazzetto Ugentino nella Curva Sud autodefinendosi C.U.C.S (Commando Ultrà Curva Sud).
Il C.U.C.S. si differenzia dalle altre tifoserie del campionato per la compattezza e per il tifo nel rispetto dell'avversario, gioiosa e colorata con le sue coreografie ed i suoi cori la tifoseria è molto invidiata per la fedeltà alla squadra che segue in ogni partita macinando chilometri su chilometri di strada per l'amore dei colori GialloRossi.
Dal 2010 il gruppo cambierà nome diventando Commando Ultras "Terrone Salentino".